# Mermiglossa rufa
Mermiglossa rufa är en biart som beskrevs av Heinrich Friese 1912. Mermiglossa rufa ingår i släktet Mermiglossa och familjen grävbin. Inga underarter finns listade i Catalogue of Life.